# Воронин, Василий Андреевич
Василий Андреевич Воро́нин (1916—1944) — участник Великой Отечественной войны, командир батальона 37-го гвардейского стрелкового полка 12-й гвардейской стрелковой дивизии 61-й армии Центрального фронта, гвардии майор. Герой Советского Союза.

## Биография
Родился 15 декабря (28 декабря по новому стилю) 1916 года в селе 2-я Михайловка Российской империи, ныне Воронино Братского района Николаевской области Украины, в семье рабочего. По другим данным родился в селе Большая Корениха, ныне микрорайон Николаева. Украинец.
Образование неполное среднее.
В Красной Армии с 1938 года. В 1939 году окончил курсы младших лейтенантов, участник боёв на реке Халхин-Гол в 1939 году. Член ВКП(б)/КПСС с 1942 года.
В действующей армии на фронтах Великой Отечественной войны — с 1943 года. Батальон 37-го гвардейского стрелкового полка, которым командовал гвардии майор Василий Воронин, с 28 по 29 сентября 1943 года в боях по освобождению Черниговской области выбил противника из 6 населённых пунктов, подбил 3 танка. 29 сентября быстро форсировал на подручных средствах Днепр в районе дер. Глушец (Лоевский район Гомельской области), захватил плацдарм, в ожесточённых боях расширил его и удержал до подхода основных сил полка.
Василий Воронин умер от ран 6 ноября 1944 года в 5140-м госпитале. Похоронен на воинском братском кладбище в пгт Вайнёде Лиепайского района Латвийской ССР (ныне Латвия).

## Награды
- Указом Президиума Верховного Совета СССР «О присвоении звания Героя Советского Союза генералам, офицерскому, сержантскому и рядовому составу Красной Армии» от 15 января 1944 года за «образцовое выполнение боевых заданий командования по форсированию реки Днепр и проявленные при этом мужество и героизм» удостоен звания Героя Советского Союза[5].
- Награждён орденами Ленина, Красного Знамени, Александра Невского, Отечественной войны 1 степени и Красной Звезды, а также медалями.

## Память
- Средняя школа Братского района, в которой учился Герой, и Явкинская средняя школа Баштанского района Николаевской области носят его имя.
- Родное село переименовано в Воронино.
- В райцентре Братское его именем названа улица, а в селе Мостовое Братского района ему установлен бюст.
- На кладбище села Большая Корениха похоронены мать и сын Василия Воронина — Василий Васильевич (умер 30 июня 2006 года). Улица, на которой жил Герой носит его имя[2].